# Орузган
Орузган е провинция в централен Афганистан с площ 22 696 км² и население 627 000 души (2006). Административен център е град Тарин Ковт.

## Административно деление
Провинцията се поделя на 6 общини.